# آبانو (شهر کارلی)
آبانو (به گرجی: აბანო) در گرجستان با جمعیت ۳۶۸ نفر است که در شیدا کارتلی واقع شده‌است.

## مردم
آبانو در سرشماری سال ۲۰۱۴ میلادی ۲۳۹ نفر جمعیت داشته و بیشتر مردم (۹۹.۲ درصد) گرجی بودند.

## جغرافیا
آبانو در کنار رود لوپانیس‌تسقالی و در ارتفاع ۷۲۰ متری از سطح دریا قرار گرفته است. آبانو در ۲۷ کیلومتری شمال‌غربی کارلی قرار گرفته است.